# Enrico Bemporad
Enrico Bemporad (Firenze, 5 aprile 1868 – Firenze, 8 marzo 1944) è stato un editore italiano.
Diresse la storica casa editrice R. Bemporad & figlio.

## Biografia
Nacque a Firenze nel 1868 da Roberto e Virginia Paggi, unica figlia di Alessandro Paggi ed Elena Namias. Alessandro Paggi, di famiglia ebraica senese da poco trasferitasi a Firenze, iniziò nel 1840 una limitata attività tipografico-editoriale alla quale affiancò la vendita diretta di oggetti di cartoleria. Dopo qualche anno il fratello Felice si associò all'impresa che assunse l'insegna editoriale "Libreria editrice Felice Paggi". L'azienda editoriale rimase sempre un'impresa a carattere familiare. Il 16 giugno 1889 Felice Paggi lasciò la ditta al nipote Roberto Bemporad, entrato in azienda con capitali propri nel 1862, e a suo figlio Enrico: la casa assunse la denominazione "Roberto Bemporad e Figlio cessionari della Libreria editrice Felice Paggi".
Enrico Bemporad, ragioniere diplomato all'Istituto tecnico di Firenze, era entrato nella libreria-editrice di famiglia già nel 1885 sollecitato da una precisa richiesta del nonno Alessandro che accompagnò gli esordi del nipote. Dopo la prematura scomparsa del padre nel gennaio del 1891 e poi del nonno nell'agosto del 1893, Enrico Bemporad si trovò a poco più di vent'anni alla guida della casa editrice.
Nel primo decennio di produzione, l'azienda seguì le linee editoriali dei predecessori, scegliendo autori affermati già collaboratori della "Libreria editrice Felice Paggi", quali Pietro Thouar, Ida Baccini e Carlo Lorenzini. Di quest'ultimo Enrico stampò nel 1890 la quinta edizione de Le avventure di Pinocchio uscite per la prima volta in volume proprio con la sigla Paggi nel 1883. Il filone della letteratura per ragazzi è trainante e al suo seguito nacquero celebri collane di letture per la gioventù come la "Collezione in 8° di romanzi e avventure per la gioventù", la "Biblioteca Bemporad per i ragazzi" e la "Collezione economica Bemporad".
L'espansione di Bemporad nei primi due decenni del Novecento prosegue a ritmo continuo e nel gennaio 1906 la casa editrice si trasformò da azienda individuale in società anonima per azioni. Nei primi due decenni del Novecento, Bemporad conquistò cariche di rilievo nelle maggiori case editrici dell'epoca: nel 1906 è consigliere d'amministrazione e azionista della società Stabilimento poligrafico emiliano; nello stesso anno è consigliere delegato della Zanichelli di Bologna, incarico che lasciò nel 1917. Nel 1919 è nominato presidente della Lattes, già distributore di Bemporad per il Piemonte. In seguito divenne socio di maggioranza, consigliere e presidente della casa editrice di Giulio Cesare Sansoni da cui si allontanò nel 1925.
Bemporad si adoperò attivamente anche sul versante della promozione e della diffusione del libro. Nell'aprile del 1919 fondò a Firenze, con Giulio Calabi, Guido Treves, Ferdinando Martini e il sostegno della Banca Commerciale Italiana, la Società anonima librerie riunite (LIR), alla quale un'altra cordata editoriale contrappose, pochi mesi dopo, l'Anonima libraria italiana (ALI). Alla LIR Bemporad affidò la gestione della rete delle sue librerie che contava, oltre alla sede fiorentina di via del Proconsolo, le succursali di Milano, Bologna, Roma, Pisa, Palermo, Trieste e Napoli. Nel 1922 organizzò a Firenze la prima Fiera internazionale del libro, sul modello di quella di Lipsia, che con cadenza triennale proseguì fino al 1932.
La fitta trama di relazioni che gli consentiva la presenza in tutto il territorio nazionale portò ad Enrico Bemporad anche importanti riconoscimenti e onorificenze ufficiali. Fu nominato responsabile dei patronati scolastici, presidente della Camera di commercio di Firenze e ottenne il conferimento della Medaglia d'oro per i benemeriti della popolare istruzione, i titoli di grande ufficiale della Corona d'Italia, di commendatore dell'Ordine dei Santi Maurizio e Lazzaro e di cavaliere della Legione d'onore. Infine la nomina di Cavaliere del lavoro nel 1936.
Agli inizi degli anni venti Bemporad riuscì ad attrarre le grandi firme della letteratura italiana tra cui Luigi Pirandello e Giovanni Verga. Sul versante della letteratura popolare e per la gioventù, acquisì la penna di Guido da Verona e soprattutto, già dal 1906, Emilio Salgari.
Dopo il 1925 si registra una continua flessione anche se, sul versante della produzione scolastica, va ridimensionato il ruolo che il libro unico di stato, promulgato con una prima legge del 1928 che introduceva il testo unico nelle scuole elementari per l'anno scolastico 1930-31, ebbe nella situazione finanziaria dell'azienda da lui diretta. Enrico Bemporad (membro della Federazione nazionale fascista industriali editori) fu un editore allineato al fascismo, ma la promozione della propaganda del regime non lo agevolò quando dovette affrontare la grave crisi finanziaria del 1934 che gli causò perdite e progressivi indebitamenti. L'IRI impose la presenza nel consiglio d'amministrazione della famiglia Paoletti, di Vito Benedetto Orzalesi e del giovane Renato Giunti, consulente alla Le Monnier. Bemporad mantenne la presidenza della società, ma dopo solo un anno, nel gennaio del 1935, fu costretto a lasciare la guida dell'azienda. Il nuovo consiglio d'amministrazione, sotto una prima presidenza di Giovanni Gentile, poi di Ugo Ojetti, era composto dal vice presidente Vito Benedetto Orzalesi, dai consiglieri Armando Paoletti, Bruno Biagi, alto funzionario del fascismo, Aurelio Nicolodi e dal segretario Piero Orzalesi.
Dopo l'estromissione dalla direzione della società, Enrico Bemporad continuò il suo impegno in campo editoriale con collaborazioni con la casa torinese Paravia, l'editore Guido Mauro di Catanzaro e con articoli sulle riviste «La Scena illustrata» e «L'Italia letteraria»; mantenne solo rapporti di natura commerciale con la nuova dirigenza della Bemporad. Dopo il Proclama Badoglio dell'8 settembre 1943 Enrico Bemporad si rifugiò proprio nei vecchi locali fiorentini della Libreria Bemporad, dove morì l'8 marzo del 1944.
Dal 17 ottobre 1938 la casa editrice Bemporad, in seguito alla promulgazione delle leggi razziali, trasformò la ragione sociale e l'insegna editoriale in Marzocco. Nel dopoguerra emerse la figura del giovane Renato Giunti che assunse la direzione generale dell'azienda. Nel 1946 il nome Bemporad rientra nella nuova sigla "Casa editrice Marzocco, già Bemporad". Nel 1959 anche la ragione sociale è modificata in "Casa editrice Bemporad-Marzocco" che nel 1974 diventa "Casa editrice Giunti Marzocco S.p.A" con la scomparsa definitiva del nome Bemporad.

## Archivio
Il Fondo Enrico Bemporad è conservato nella Limonaia di Villa La Loggia a Firenze, sede dell'Archivio storico di Giunti Editore che raccoglie gli archivi delle case editrici che sono confluite nel corso degli anni in Giunti. La documentazione fa parte del più ampio fondo della casa editrice Bemporad da cui si enucleano cinque serie specifiche relative alle attività e alla rete personale di relazioni dell'editore Enrico Bemporad, contenenti documentazione dal novembre 1852 al 22 maggio 1987.